# 菱野温泉
菱野温泉（ひしのおんせん）は、長野県小諸市にある温泉。市内にある8つの源泉のうちの2つの源泉である菱野薬師の湯（ひしのやくしのゆ）と菱野温泉（ひしのおんせん）がある温泉場。現在は菱野温泉薬師館（上の湯）と菱野温泉常盤館（下の湯）の2軒の温泉宿がある。（かつて、常盤館の下に「甚栄閣」があった。）

## 概要

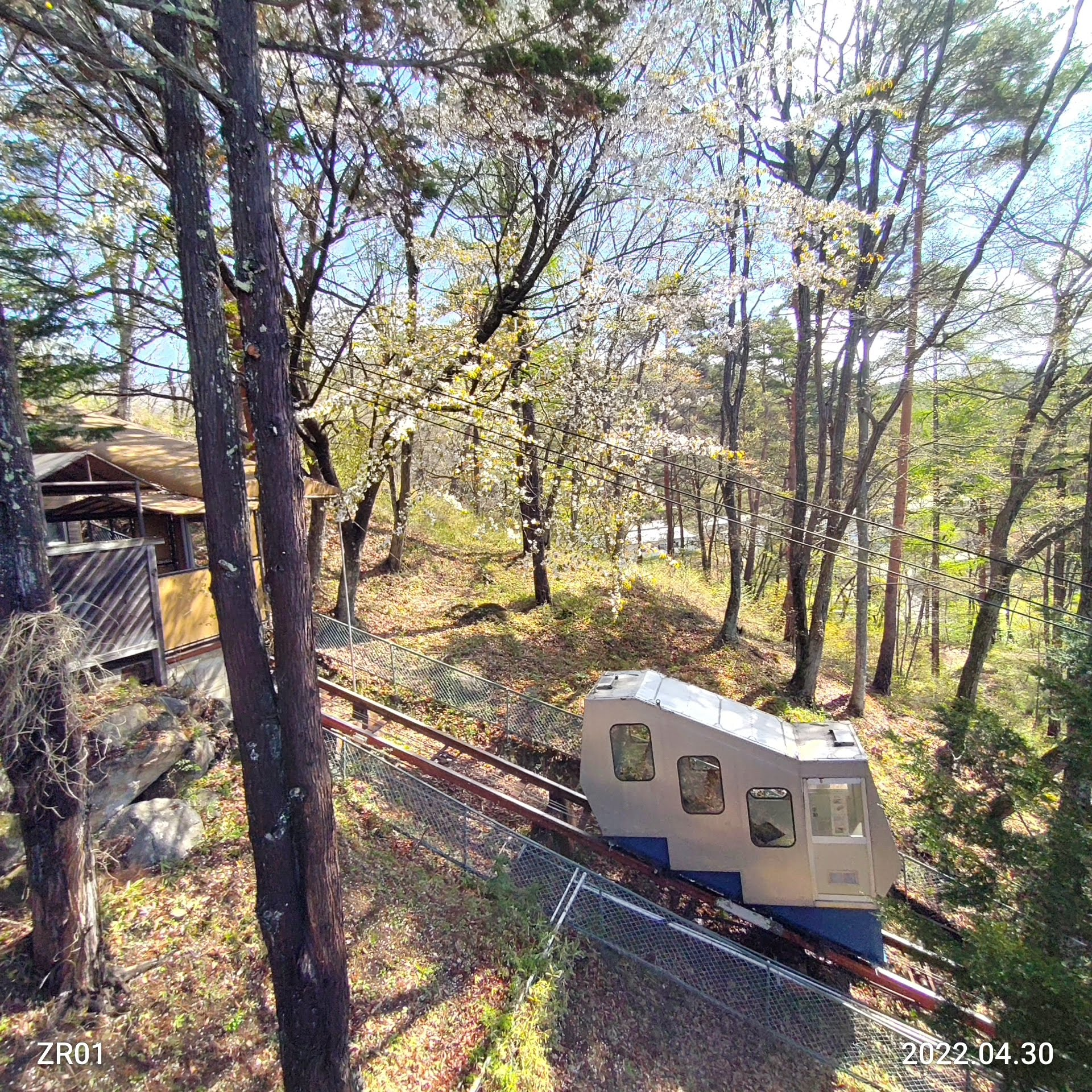
常盤館の雲の助へ行くにはケーブルカーに乗っていく

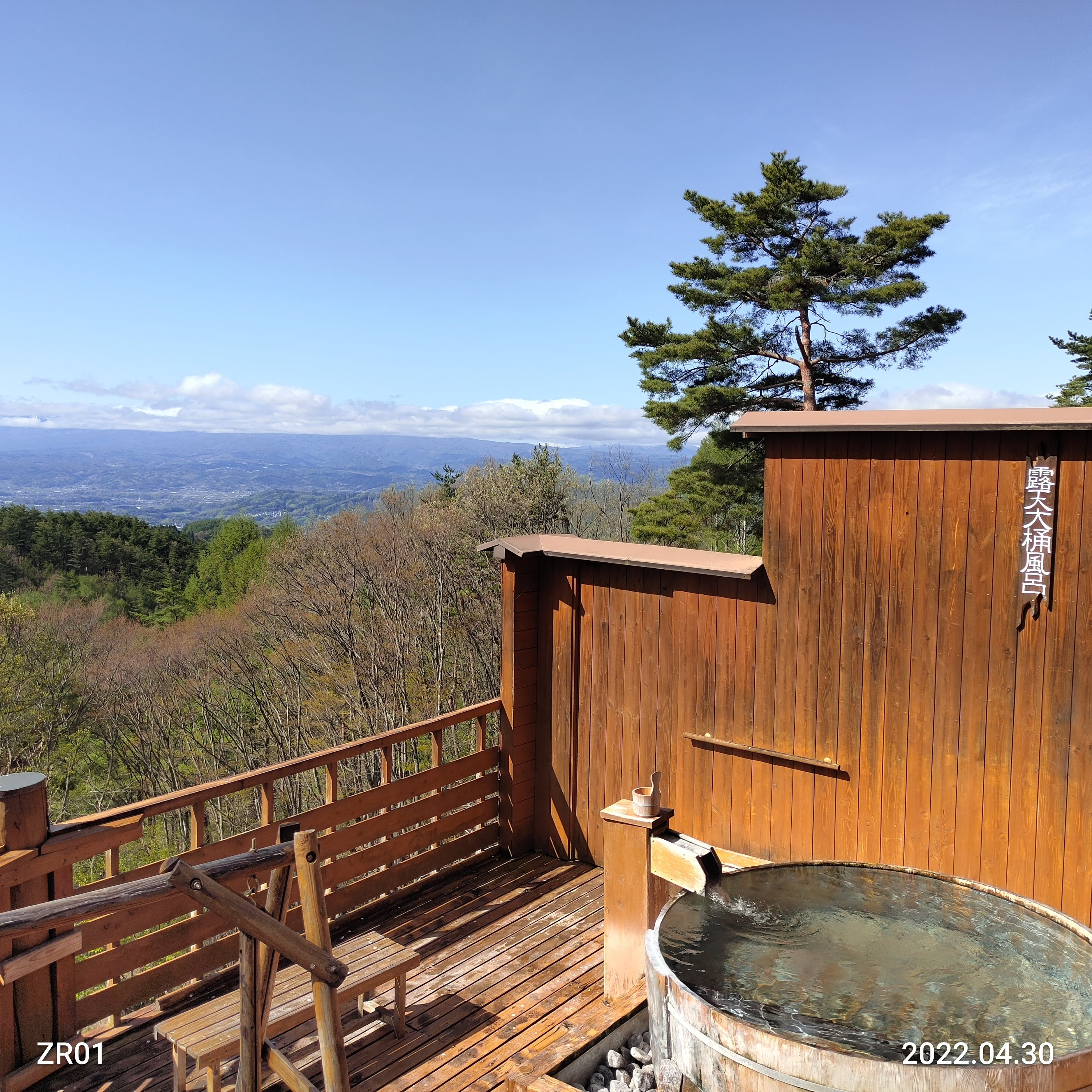
菱野温泉常盤館の露天風呂

菱野温泉は登山電車で展望露天風呂まで行く「雲の助」、菱野薬師温泉は洞窟上の通路を通る「浮島風呂」がある。
最近では、コスプレができる温泉場として人気を集めている。
また、漫画「ろんぐらいだぁす！」の舞台となりコラボ商品の開発なども行っている。